# L'Originale (album Dalida)
L'Originale è una raccolta postuma della cantante italo-francese Dalida pubblicata il 16 novembre 2007 da Universal Music France.
Tratto dal cofanetto integrale in italiano Italia Mia (uscito il medesimo giorno in una nuova edizione), questo CD jewel case venne pubblicato per il ventesimo anniversario della scomparsa di Dalida.
Contiene ventuno pezzi in italiano, francese ed arabo del suo repertorio.

## Tracce
1. Bang bang
2. L'ultimo valzer
3. Mama (versione in italiano)
4. Salma ya salama (versione in arabo)
5. Diciotto anni
6. Comme si tu étais là
7. Non è più la mia canzone
8. Col tempo
9. J'attendrai
10. Aranjuez la tua voce
11. Ciao amore, ciao (versione in italiano)
12. Vedrai, vedrai
13. Paroles, paroles (in duo con Alain Delon)
14. Oh lady Mary
15. Fini, la comédie
16. Quelli erano giorni
17. Non andare via (versione 2007)
18. La danza di Zorba
19. La mia vita è una giostra
20. Bambino
21. Darla dirladada